# 琉球大花鮨
琉球大花鮨，為輻鰭魚綱鱸形目鱸亞目鮨科的其中一種，分布於西北太平洋的日本海域，棲息深度100-150公尺，體長可達27.8公分，為底棲性魚類，屬肉食性，生活習性不明。

## 擴展閱讀
維基物種上的相關：琉球大花鮨